# Fünfkampf-Weltmeisterschaft 1938

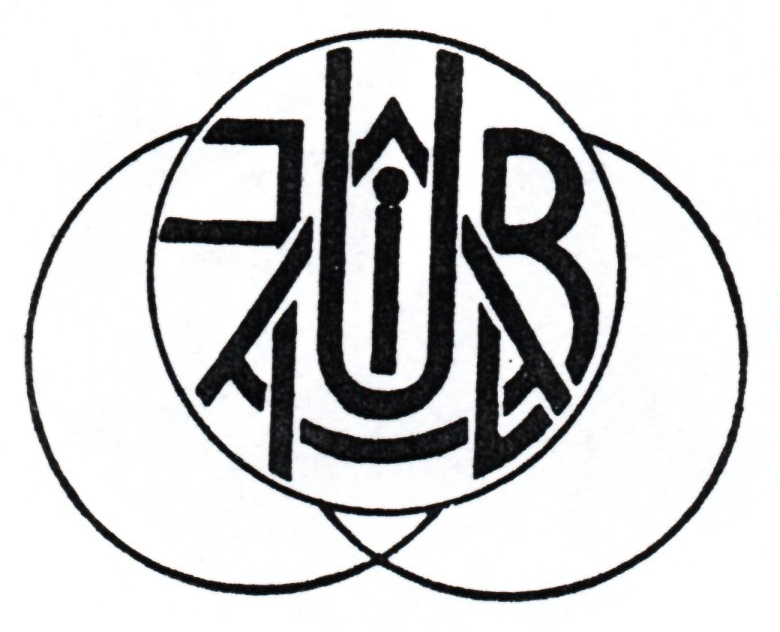
Logo UIFAB (ausrichtender Verband)

Veranstaltungsort: Köln

Die Fünfkampf-Weltmeisterschaft 1938, auch Pentathlon-Weltmeisterschaft genannt, war das fünfte Turnier in dieser Disziplin des Karambolagebillards und fand vom 4. bis zum 8. April 1938 in Köln statt. Es war die erste Fünfkampf-Weltmeisterschaft in Deutschland.

## Geschichte
Ursprünglich war diese Weltmeisterschaft mit sieben Spielern gestartet. Aber bereits nach dem ersten Match gegen Jan Sweering musste der Belgier Charles Baltus das Turnier aus gesundheitlichen Gründen beenden. Seine gespielten Ergebnisse wurden aus der Wertung genommen. Nach vielen sehr guten Ergebnissen in den vergangenen Jahren, er wurde zweimal Vize-Weltmeister, gelang dem Franzosen Jean Albert in Köln der große Wurf. In einem sehr knappen und spannenden Turnier holte er sich den Titel vor Ex-Weltmeister Sweering. Der erstmals gestartete Franzose Constant Côte wurde Dritter. Der deutsche Titelverteidiger  August Tiedtke, der direkt nach der deutschen Dreiband-Meisterschaft in Magdeburg, in Köln eintraf konnte im ganzen Turnier nicht überzeugen. Nur im Dreiband zeigte er Weltklasseleistungen. Da Dreiband sehr hoch im VGD gewertet wird erzielte er alle Turnierbestleistungen.

## Modus
Gespielt wurde das ganze Turnier im Round Robin Modus.
1. PP = Partiepunkte
2. MP = Matchpunkte
3. VGD = Verhältnismäßiger Generaldurchschnitt
4. BVED = Bester Einzel Verhältnismäßiger Durchschnitt

Bei der Berechnung des VGD wurden die erzielten Punkte in folgender Weise berechnet:
Freie Partie: Distanz 200 Punkte (erzielte Punkte mal 1)
Cadre 45/2: Distanz 150 Punkte (erzielte Punkte mal 1,5)
Einband: Distanz 50 Punkte (erzielte Punkte mal 10)
Cadre 71/2: Distanz 100 (Punkte erzielte Punkte mal 4)
Dreiband: Distanz 20 Punkte (erzielte Punkte mal 50)
Alle Aufnahmen wurden mal 1 gewertet.
Der Fünfkampf wurde auch in dieser Spielfolge gespielt.
In der Endtabelle wurden die erzielten Partiepunkte vor den Matchpunkten und dem VGD gewertet.

## Abschlusstabelle
| Legende | Legende                                       |
| --- | --------------------------------------------- |
| Abk. | Bedeutung                                     |
| Pkt. | erzielte Punkte                               |
| Aufn. | benötigte Aufnahmen                           |
| ED | Einzeldurchschnitt                            |
| GD | Generaldurchschnitt                           |
| VGD | Verhältnismässiger Generaldurchschnitt        |
| BMD | Bester Mannschaftsdurchschnitt                |
| BED | Bester Einzeldurchschnitt                     |
| BSD | Bester Satzdurchschnitt                       |
| BEVD | Bester Einzel Verhältnismässiger Durchschnitt |
| HS | Höchstserie                                   |
| MP | Match Points                                  |
| PP | Partie Punkte                                 |
| G-U-V | Gewonnen-Unentschieden-Verloren               |
| SV | Satzverhältnis                                |
| WRP | Weltranglistenpunkte                          |
| | 1. Platz (Gold)                               |
| | 2. Platz (Silber)                             |
| | 3. Platz (Bronze)                             |
| | Bester GD des Turniers/Runde                  |
| | Bester VGD des Turniers/Runde                 |
| | Bester ED des Turniers/Runde                  |
| | Bester BVGD des Turniers/Runde                |
| | Beste HS des Turniers/Runde                   |
| (Evtl. finden nicht alle Begriffe Anwendung oder einige sind nicht aufgeführt. Diese können in der Liste der Karambolage-Begriffe nachgesehen werden.) |                                               |

| Endklassement              | Endklassement  | Endklassement | Endklassement | Endklassement | Endklassement | Endklassement | Endklassement | Endklassement | Endklassement |
| Platz                      | Name           | G-U-V         | PP            | MP            | Pkte.         | Aufn.         | VGD           | BVED          |               |
| -------------------------- | -------------- | ------------- | ------------- | ------------- | ------------- | ------------- | ------------- | ------------- | ------------- |
| 1                          | Jean Albert    | 15-2-8        | 32:18         | 7:3           | 9915          | 305           | 32,50         | 38,75         |               |
| 2                          | Jan Sweering   | 13-4-8        | 30:20         | 7:3           | 9395,5        | 288           | 32,62         | 40,95         |               |
| 3                          | Constant Côte  | 13-3-9        | 29:21         | 7:3           | 9842          | 306           | 32,16         | 36,64         |               |
| 4                          | Ernst Reicher  | 13-0-12       | 26:24         | 6:4           | 10008,5       | 301           | 33,25         | 42,02         |               |
| 5                          | August Tiedtke | 8-2-15        | 18:32         | 1:9           | 9682          | 271           | 35,72         | 45,77         |               |
| 6                          | Carl Foerster  | 6-3-16        | 15:35         | 2:8           | 8358,5        | 341           | 24,51         | 28,67         |               |
| Turnierdurchschnitt: 31,56 |                |               |               |               |               |               |               |               |               |

## Disziplintabellen
| Platz                      | Name           | MP  | Pkte. | Aufn. | GD    | BED    | HS  |
| -------------------------- | -------------- | --- | ----- | ----- | ----- | ------ | --- |
| 1                          | Constant Côte  | 8:2 | 947   | 23    | 41,17 | 100,00 | 189 |
| 2                          | Jan Sweering   | 7:3 | 864   | 20    | 43,20 | 100,00 | 168 |
| 3                          | Jean Albert    | 6:4 | 838   | 21    | 39,90 | 100,00 | 200 |
| 4                          | Ernst Reicher  | 4:6 | 545   | 25    | 21,80 | 100,00 | 200 |
| 5                          | Carl Foerster  | 4:6 | 597   | 32    | 18,65 | 28,57  | 146 |
| 6                          | August Tiedtke | 1:9 | 479   | 21    | 22,80 | 40,00  | 137 |
| Turnierdurchschnitt: 30,07 |                |     |       |       |       |        |     |

| Platz                      | Name           | MP  | Pkte. | Aufn. | GD    | BED   | HS  |
| -------------------------- | -------------- | --- | ----- | ----- | ----- | ----- | --- |
| 1                          | Constant Côte  | 9:1 | 750   | 30    | 25,00 | 30,00 | 87  |
| 2                          | Jan Sweering   | 7:3 | 657   | 35    | 18,77 | 30,00 | 70  |
| 3                          | Jean Albert    | 5:5 | 642   | 36    | 17,83 | 21,42 | 132 |
| 4                          | Ernst Reicher  | 4:6 | 409   | 45    | 9,08  | 16,66 | 74  |
| 5                          | Carl Foerster  | 3:7 | 553   | 39    | 14,17 | 21,42 | 68  |
| 6                          | August Tiedtke | 2:8 | 474   | 43    | 11,02 | 16,66 | 53  |
| Turnierdurchschnitt: 15,28 |                |     |       |       |       |       |     |

| Platz                     | Name           | MP  | Pkte. | Aufn. | GD   | BED  | HS |
| ------------------------- | -------------- | --- | ----- | ----- | ---- | ---- | -- |
| 1                         | Jean Albert    | 8:2 | 242   | 71    | 3,40 | 4,16 | 30 |
| 2                         | Ernst Reicher  | 6:4 | 216   | 55    | 3,92 | 6,25 | 18 |
| 3                         | August Tiedtke | 6:4 | 230   | 72    | 3,19 | 5,55 | 18 |
| 4                         | Jan Sweering   | 5:5 | 209   | 62    | 3,37 | 4,54 | 21 |
| 5                         | Constant Côte  | 3:7 | 196   | 36    | 3,11 | 4,54 | 22 |
| 6                         | Carl Foerster  | 2:8 | 167   | 69    | 2,42 | 2,94 | 11 |
| Turnierdurchschnitt: 3,21 |                |     |       |       |      |      |    |

| Platz                     | Name           | MP  | Pkte. | Aufn. | GD    | BED   | HS |
| ------------------------- | -------------- | --- | ----- | ----- | ----- | ----- | -- |
| 1                         | Jean Albert    | 8:2 | 461   | 44    | 10,47 | 16,66 | 49 |
| 2                         | Constant Côte  | 6:4 | 440   | 33    | 13,33 | 20,00 | 67 |
| 3                         | Jan Sweering   | 6:4 | 414   | 39    | 10,61 | 33,33 | 81 |
| 4                         | Ernst Reicher  | 6:4 | 460   | 55    | 8,36  | 16,66 | 56 |
| 5                         | August Tiedtke | 2:8 | 323   | 36    | 8,97  | 11,11 | 44 |
| 6                         | Carl Foerster  | 2:8 | 378   | 53    | 7,13  | 10,00 | 41 |
| Turnierdurchschnitt: 9,52 |                |     |       |       |       |       |    |

| Platz                      | Name           | MP  | Pkte. | Aufn. | GD    | BED   | HS |
| -------------------------- | -------------- | --- | ----- | ----- | ----- | ----- | -- |
| 1                          | August Tiedtke | 7:3 | 98    | 99    | 0,989 | 1,538 | 7  |
| 2                          | Ernst Reicher  | 6:4 | 97    | 121   | 0,801 | 1,538 | 9  |
| 3                          | Jean Albert    | 5:5 | 77    | 133   | 0,578 | 0,833 | 5  |
| 4                          | Jan Sweering   | 5:5 | 76    | 132   | 0,575 | 0,909 | 6  |
| 5                          | Carl Foerster  | 4:6 | 75    | 148   | 0,506 | 0,645 | 7  |
| 6                          | Constant Côte  | 3:7 | 81    | 157   | 0,515 | 0,689 | 4  |
| Turnierdurchschnitt: 0,637 |                |     |       |       |       |       |    |